# Курасов Володимир Васильович
Володимир Васильович Курасов (19 липня 1897, Санкт-Петербург, Російська імперія — 29 листопада 1973, місто Москва) — радянський військовий діяч, генерал армії, Герой Радянського Союзу. Депутат Верховної Ради УРСР 2-го скликання.

## Біографія
Народився в родині службовця. Закінчив вісім класів технічної школи. Працював на фабриці. У 1915 році призваний в російську армію. У 1916 році закінчив Телавську військову школу прапорщиків і відправлений у діючу армію на Першу світову війну. Воював на Західному фронті, був командиром взводу.
З 1918 року — в Червоній армії. У громадянську війну командував ротою та загоном моряків. Учасник оборони Петрограда від військ білої Північно-Західної армії генерала Юденича в 1919 році.
У 1921 році закінчив прискорені курси при Військово-педагогічному інституті, в 1922 році — курси при Вищій військово-педагогічній школі. У 1921—1929 роках командував навчальною ротою на Петроградських командних курсах, був викладачем тактики на Оранієнбаумських командних курсах, в 3-й Об'єднаній інтернаціональній школі, в Ленінградській піхотній школі.
Член ВКП(б) з 1928 року.
У 1932 році закінчив Військову академію імені Фрунзе. З 1932 року служив у штабі Білоруського військового округу. З 1935 року — начальник штабу 16-го стрілецького корпусу.
У 1936—1938 роках — слухач першого набору Академії Генерального штабу РСЧА, залишений в академії старшим викладачем тактики. З 1940 року — начальник відділу, потім заступник начальника Оперативного управління Генерального штабу РСЧА.
У перші місяці німецько-радянської війни працював у Генеральному штабі. У грудні 1941 року призначений начальником штабу 4-ї ударної армії на Північно-Західному і Калінінському фронтах. З березня 1942 року — командувач військ 4-ї ударної армії Калінінського фронту.
З квітня 1943 року — начальник штабу Калінінського фронту (у жовтні 1943 року перейменований в 1-й Прибалтійський фронт). У лютому 1945 року в зв'язку з скороченням протяжності лінії фронту 1-й Прибалтійський фронт був розформований, на його базі створено Земландську групу військ 3-го Білоруського фронту. Генерал-полковник Курасов був призначений начальником штабу цієї групи.
У червні 1945 року призначений начальником штабу Радянської військової адміністрації в Німеччині. Потім — заступник головнокомандувача, з червня 1946 року по квітень 1949 року — головнокомандувач Центральної групи радянських військ в Австрії і верховний комісар від СРСР в Союзницькій раді в Австрії.
З 20 квітня 1949 року — начальник Вищої військової академії імені Ворошилова. З 8 червня 1956 року — заступник начальника Генерального штабу з військово-наукової роботи — начальник Військово-наукового управління Генерального штабу. У грудні 1961 року вдруге призначений начальником Військової академії Генерального штабу, професор (1963).
З березня 1963 року по квітень 1968 року — старший представник Головнокомандувача Об'єднаних збройних сил держав — учасниць Варшавського договору в Національній Народній армії Німецької Демократичної Республіки.
Отримав звання Героя Радянського Союзу Указом Президії Верховної Ради СРСР від 7 травня 1965 року «за вміле керівництво військами, особисту мужність, проявлені в боротьбі з німецько-фашистськими загарбниками, і в ознаменування 20-річчя Перемоги радянського народу у Великій Вітчизняній війні».
З квітня 1968 року — військовий інспектор-радник Групи генеральних інспекторів Міністерства оборони СРСР.
Помер в Москві. Похований на Новодівичому кладовищі.

## Звання
- полковник
- генерал-майор (28.10.1941)
- генерал-лейтенант (21.05.1942)
- генерал-полковник (28.06.1944)
- генерал армії (12.11.1948)

## Нагороди
- Герой Радянського Союзу (7.05.1965)
- чотири ордена Леніна (в тому числі 7.05.1965)
- чотири ордена Червоного Прапора (в тому числі 5.05.1945)
- два ордени Суворова 1-го ступеня (29.07.1944, 19.04.1945)
- орден Кутузова 1-го ступеня (22.09.1943)
- медаль «XX років Робітничо-Селянської Червоної Армії» (1938)
- медаль «За оборону Москви»
- медаль «За взяття Кенігсберга» (1945)
- медаль «За перемогу над Німеччиною у Великій Вітчизняній війні (1941—1945 рр.)» (1945)
- медалі
- «Військовий Хрест 1939—1945» (Чехословаччина)
- Великий Хрест ордена Заслуг (Угорщина)
- орден Свободи (Угорщина)